# Messier 100
Messier 100 (také M100 nebo NGC 4321) je spirální galaxie v souhvězdí Vlasů Bereniky. Objevil ji Pierre Méchain 15. března 1781. Od Země je vzdálená přibližně 56 milionů ly
a patří mezi nejjasnější členy Kupy galaxií v Panně. Patří také mezi galaxie s častým výskytem supernov
a díky jejím cefeidám byla poměrně spolehlivě určena vzdálenost Kupy galaxií v Panně.

## Pozorování

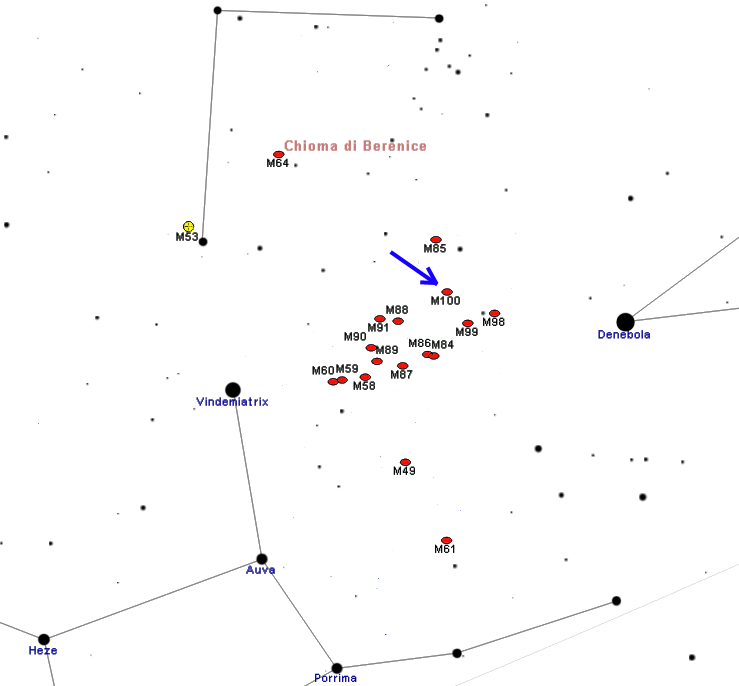
Poloha M 100 v souhvězdí Vlasů Bereniky

M100 se dá na obloze najít v jihozápadním cípu souhvězdí Vlasů Bereniky, 8° východně od hvězdy Denebola (β Leonis) a 2° severovýchodně od hvězdy 5. magnitudy označené 6 Comae Berenices. Protože je natočená čelem k Zemi, je možné sledovat průběh jejích spirálních ramen v celé jejich délce. Jasnost galaxie je na nejzazší hranici dosahu středně velkých triedrů, ale v obřím triedru nebo v malém hvězdářském dalekohledu o průměru 80 mm je uprostřed galaxie vidět slabé středové zhuštění obklopené diskem. Více podrobností, jako například tmavé oblasti v jejím disku, jsou vidět dalekohledem o průměru 150 mm. S průměrem 200 mm je za příznivých atmosférických podmínek možné pozorovat její dvě spirální ramena, která se ukážou jako jasnější oblasti na východním a západním okraji jádra.
Galaxii je možné snadno pozorovat z obou zemských polokoulí a ze všech obydlených oblastí Země, protože má pouze mírnou severní deklinaci. Přesto je na severní polokouli lépe pozorovatelná a během jarních nocí tam vychází vysoko na oblohu, zatímco na jižní polokouli v oblastech více vzdálených od rovníku zůstává poněkud níže nad obzorem. Nejvhodnější období pro její pozorování na večerní obloze je od února do srpna.

## Historie pozorování

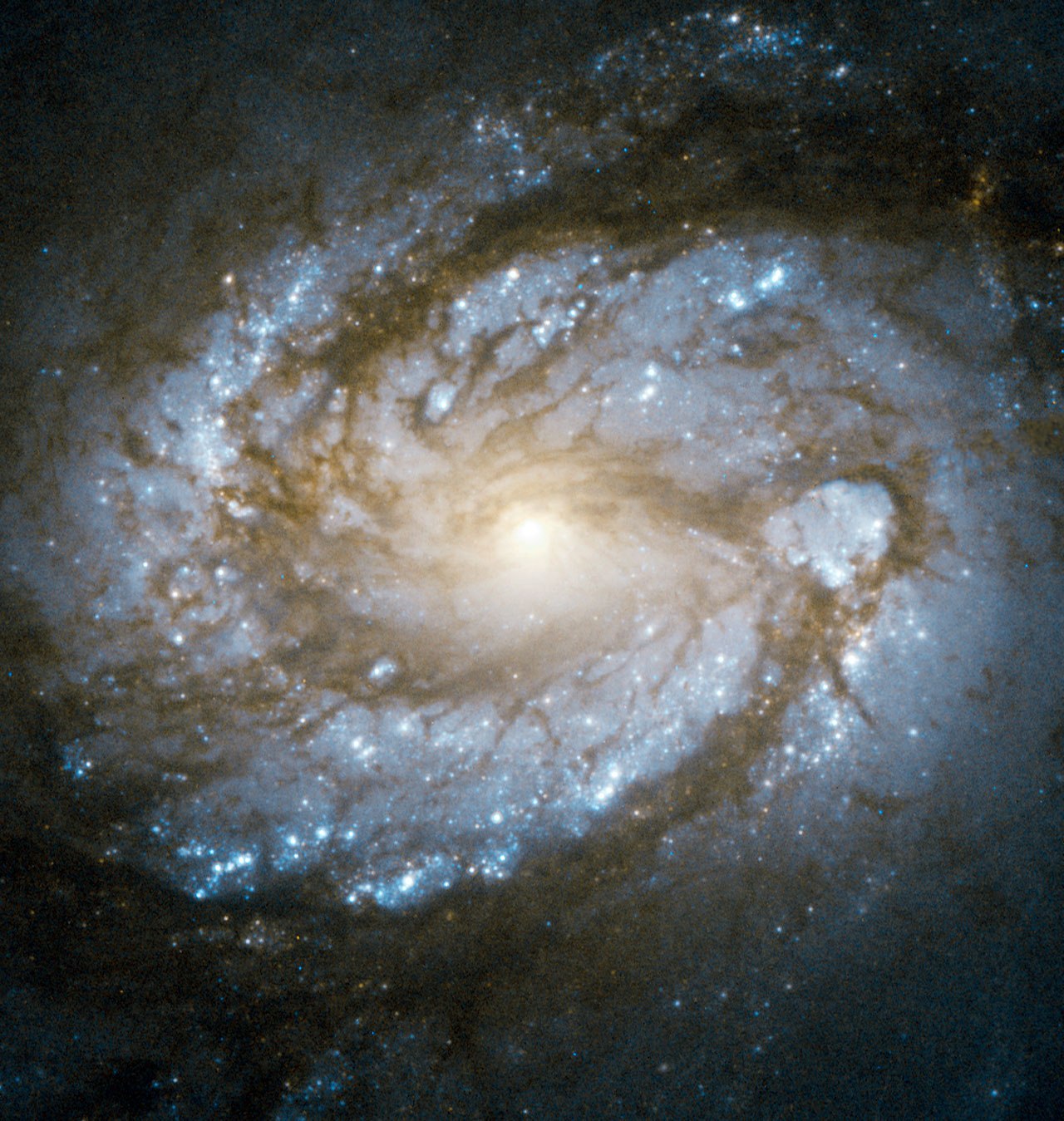
Podrobný snímek jádra M100 z Hubbleova vesmírného dalekohledu

Galaxii objevil Pierre Méchain 15. března 1781 spolu se sousedními galaxiemi M98 a M99. Charles Messier určil její souřadnice 13. dubna 1781 a poté ji přidal do svého katalogu, těsně před zveřejněním jeho třetího a zároveň posledního vydání. William Herschel tuto galaxii podrobně studoval kvůli skvrnám, které pozoroval v jejím disku. Dokonce si myslel, že v disku našel malou hvězdokupu, ale jeho syn John ji nedokázal najít. William Parsons její středovou oblast přirovnal k planetární mlhovině a v jejím disku dokázal jasně rozlišit spirální strukturu. Přesná vzdálenost této galaxie byla určena v roce 1993, když Hubbleův vesmírný dalekohled pozoroval 20 jejích cefeid a pomohl určit periodu jejich pulsů.

## Vlastnosti
Galaxie patří mezi nejjasnější a nejdůležitější členy v kupě galaxií v Panně, která zasahuje až do souhvězdí Vlasů Bereniky, ve kterém leží i M100. Její hmotnost je 160 miliard hmotností Slunce a má absolutní magnitudu -21,8. Její skutečný průměr je 120 000 ly a je tedy trochu větší než galaxie Mléčná dráha. Od Slunce se vzdaluje radiální rychlostí 1 570 km/s.
M100 má dvě výrazná spirální ramena obsahující nejjasnější hvězdy a několik dalších slabších ramen. V jejích ramenech bylo pozorováno 5 supernov:
- SN 1901B typu Ia, která v březnu 1901 dosáhla magnitudy 15,6[8][14]
- SN 1914A neurčeného typu, která v únoru 1914 dosáhla magnitudy 15,7[8][14]
- SN 1959E typu Ia, která v srpnu 1959 měla magnitudu 17,5, ale objevena byla až 21. února 1960[8][14]
- SN 1979C typu II-L, s magnitudou 11,6 v dubnu 1979[8][14]
- SN 2006X typu Ia, která v únoru 2006 dosáhla magnitudy 15,3[8][14]

### Knihy
- O'MEARA, Stephen James. Deep Sky Companions: The Messier Objects. New York: Cambridge University Press, 1998. Dostupné online. ISBN 0-521-55332-6. (anglicky)

### Mapy hvězdné oblohy
- Toshimi Taki. Taki's 8.5 Magnitude Star Atlas [online]. 2005 [cit. 2018-06-01]. Dostupné v archivu pořízeném dne 2018-11-05. (anglicky) – Atlas hvězdné oblohy volně stažitelný ve formátu PDF.
- TIRION; RAPPAPORT; LOVI. Uranometria 2000.0 - Volume I - The Northern Hemisphere to -6°. Richmond, Virginia, USA: Willmann-Bell, inc., 1987. Dostupné online. ISBN 0-943396-14-X.
- TIRION; SINNOTT. Sky Atlas 2000.0. 2. vyd. Cambridge, USA: Cambridge University Press, 1998. ISBN 0-933346-90-5.
- TIRION. The Cambridge Star Atlas 2000.0. 3. vyd. Cambridge, USA: Cambridge University Press, 2001. Dostupné online. ISBN 0-521-80084-6.